# Charles de Saxe-Weimar-Eisenach
Titre
Prétendant au trône de Saxe-Weimar-Eisenach
24 avril 1923 – 14 octobre 1988
(65 ans, 5 mois et 20 jours)
Charles de Saxe-Weimar-Eisenach, né à Wilhelmsthal en 1912 et mort en 1988 à Schienen (de), est un aristocrate allemand, chef de la maison grand-ducale de Saxe-Weimar-Eisenach.

## Biographie
Charles de Saxe-Weimar-Eisenach est le fils aîné de Guillaume-Ernest de Saxe-Weimar-Eisenach, dernier grand-duc souverain de Saxe-Weimar-Eisenach, et de son épouse Féodora de Saxe-Meiningen. Il est à ce titre grand-duc héréditaire de Saxe-Weimar-Eisenach et chef de cette lignée qui appartient à la branche Ernestine de la Maison de Wettin (ou Maison de Saxe), dont elle est l'aînée.
Jusqu'en 1922, le prince Carl August de Saxe-Weimar-Eisenach était le troisième dans l'ordre de succession au trône royal des Pays-Bas.
Karl August de Saxe-Weimar-Eisenach était un officier de la Wehrmacht et servait dans un régiment de chars. En juin 1945, lui et sa famille fuient la Thuringe, occupée par les troupes soviétiques, pour l'Allemagne de l'Ouest, occupée par les Alliés.
Charles de Saxe-Weimar-Eisenach épouse le 5 octobre 1944, au château de la Wartbourg, la baronne Élisabeth von Wagenheim (1912-2010).
Trois enfants naissent de cette union :
- Michael-Benedikt de Saxe-Weimar-Eisenach (né en 1946), qui épouse en 1970 Renata Henkel (née en 1947), fille de Konrad Henkel, propriétaire du groupe industriel Henkel. Ils divorcent en 1974, sans enfants. Il se remarie en 1980 à Dagmar Hennings (née en 1948), d'où une fille.
- Élisabeth de Saxe-Weimar-Eisenach (née en 1945), qui épouse en 1981 Mindert de Kant (né en 1934). Ils divorcent en 1983.
- Béatrice de Saxe-Weimar-Eisenach (née en 1948), qui épouse en 1977 Martin Davidson (né en 1940).